# ハミ出す才能教育バラエティ!! 小籔★スターリオン
『ハミ出す才能教育バラエティ!! 小籔★スターリオン（ハミだすさいのうきょういくバラエティ こやぶスターリオン）』は、2010年4月7日から2011年4月27日まで朝日放送（ABCテレビ）で毎週水曜深夜の25:36 - 26:11（木曜未明1:36 - 2:11）に放送されていたバラエティ番組である。

## 概要
スター育成牧場の牧場長である小籔千豊が、アスナリオン調査隊の情報をもとに、すごい技や才能を持つ素人を発掘・育成し、スターにしていく番組。小籔にとっては初の冠番組でもある。この番組で、小籔は父親との親子共演も果たしている。
番組タイトルにも付けられている「スターリオン」とは、種馬を意味する「スタリオン」と人気者の「スター」を組み合わせた造語で、小籔たちが発掘した素人は「明日のスターリオン」を意味する「アスナリオン」と呼ぶ。

## 出演者
- 小籔千豊（スター育成牧場牧場長）
- 小籔邦博（小籔千豊の父親。本職は自転車屋店主）
- ハミちゃん（まだらなポニー。わき腹にハート模様がある。本名はグレース）

### アスナリオン調査隊
- ガリガリガリクソン
- 土肥ポン太
- ギャロップ（林健・毛利大亮）
- ダイアン（西澤裕介・津田篤宏）
- 笑い飯（西田幸治・哲夫、2011年2月放送分より出演）

## スタッフ
- ナレーター：西田幸治（笑い飯）、藤崎健一郎（ABCアナウンサー）
- 構成：やまだともカズ、たちばなひとなり
- ブレーン：勝浦慎吾、清水優己
- CAM：寺岡憲一
- AUD：遠田輝彦
- LD：桑田修司
- CA：新原志保美
- EED：赤羽直樹、須田真梨子
- MA：黒沢秀一
- 美術：奥井優佑
- タイトルCG：竹内淳
- モバイル：熊川悦子
- web：本田幹雄、杉山真穂
- 美術協力：グリーン・アート、まいど、ビーム、アイネックス
- 協力：ディヴォーション、トラッシュ、ハートス、マウス、戯音工房、ふれあいの里 動物村
- デスク：橋本芳子
- 番組宣伝：羽谷直子
- AD：高岡めぐみ、山中慎也
- ディレクター：田中和也、鈴木洋平、白石和也、大野祐司
- AP：塩田郁美
- プロデューサー：矢澤克之、近松真
- チーフプロデューサー：片岡秀介（よしもとクリエイティブ・エージェンシー）
- 制作：吉本興業、ABC（朝日放送）

### 過去のスタッフ
- チーフプロデューサー：岩城正良
- プロデューサー：尾島憲

## ネット局
- 朝日放送 水曜 25:37 - 26:13（制作局）
- 北陸朝日放送 月曜 25:45 - 26:15
- 福島放送 土曜 26:00 - 26:30

## エンディングテーマ
- 風流〜fool you「ふと思いだすんだ」（4月）
- イーゼル芸術工房「雨のち星」（9月 - ）